# 沉睡的青春
《沉睡的青春》，2007年上映的療傷系愛情推理電影。新生代導演鄭芬芬的首部劇情片，僅用了十八天的時間即完成了整部電影的拍攝工作，全片在平溪、菁桐車站、樂生療養院拍攝，影像風格極為獨特，在懷舊的過去式情境之中，展開一段現在式的戀愛與療傷。
這部電影的靈感來自真實的社會新聞，四個男孩相偕去戲水，結果三個人死掉了，只剩下一個活著游回來。這個小小的新聞，引發鄭芬芬無限的思索，活下來的那一個男孩，「他的心情是怎樣的呢？我總在想，這個世界好像有太多失焦的事，聚焦之外其實是不是有更多的故事以及心情？我相信那個存活下來的人一定是最痛苦的，因為他還必須帶著這個記憶活下去。」於是有了《沉睡的青春》這個故事。

## 概述
獨自守著老舊鐘錶店的女孩徐青青，因為一個自稱是國中同學的謎樣男孩蔡子涵的出現，如時鐘般規律的生活，開始有了浪漫的轉變，因為她戀愛了。然而有一天，子涵突然消失了，焦急的青青循著畢業通訊錄上的資料打電話到子涵家，卻被子涵父母告知兒子早已死亡多年的消息。如果子涵死了，那每天到鐘錶店找青青的男孩是誰？青青愛上的人又是誰？

## 人物角色
| 角色名稱   | 演員   | 備註                                               |
| ---------- | ------ | -------------------------------------------------- |
| 蔡子涵     | 張孝全 | 暗戀國中同學徐青青                                 |
| 陳柏宇     | 張孝全 | 蔡子涵國中時最好的同學                             |
| 徐青青     | 郭碧婷 | 幫爸爸照顧鐘錶店                                   |
| 徐建豪     | 羅斯琦 | 徐青青的爸爸                                       |
| 蔡子涵媽媽 | 王琄   | 不僅要忍受喪子之痛，還要忍受柏宇突然變成子涵跑回家 |
| 蔡子涵爸爸 | 陶傳正 |                                                    |
| 蘇心問     | 劉亮佐 | 陳柏宇在精神療養院的醫生                           |
| 護士小姐   | 鍾欣凌 | 陳柏宇在精神療養院的護士                           |

## 劇情簡介

### 開場
鐵路邊一間古老鐘錶店「老徐鐘錶」，長髮女孩收拾著店面。隔天，一個羞澀的男孩找上了女孩修錶。男孩名叫「蔡子涵」，說他是女孩的國中同學，女孩名為「徐青青」。修理的工錢為300元，男孩丟出了三個小氣球，原來是將一百元折成了氣球。

### 國中同學
子涵常去修錶，都在3點多時到青青家的鐘錶店，女孩收集了很多很多顆氣球。子涵娓娓道出女孩國中時的作息，早上7點翻牆進教室，中午12點喝一大瓶牛奶，午休時會在大樹下看小說，下午2點打嗑睡，買雞蛋糕餵阿呆後離開學校，一邊等5點39分的列車，一邊吹口琴，然後回家。子涵問青青為什麼現在不吹口琴了？青青訝異於有人竟如此了解她的作息。青青一直被嘲笑是沒有靈魂的洋娃娃，所以青青從不願記得任何一位同學。子涵讓青青翻開了畢業紀念冊，翻開了塵封已久的從前與青春，找回了頑皮豹玩偶以及口琴，等列車時又開始吹起了口琴。

### 出遊
子涵問青青為什麼總在等列車時吹口琴？問青青願不願意吹給他聽？子涵帶青青去一個地方，但是青青從不坐列車，於是他們步行。沿途，子涵留了一顆寫著兩人名字並加愛心的石頭，途經列車隧道，青青問男孩要去哪裡，不會把她賣了吧？
男孩大喊著：「有沒有人要買徐青青？」然後囁嚅地說：「大聲可以嚇走鬼啊！」目的地原來是一個瀑布，青青說：「因為小時候媽媽坐了列車就沒回來了，所以她害怕搭了列車就不會再回來了。」兩人坐在水中的石頭上，子涵一邊聽著青青的口琴聲一邊吹著口哨，青青的口琴突然掉到水裡，著急的青青請子涵幫忙找，不諳水性的子涵，不會游泳也不懂掙扎，似乎就要溺斃，最後男孩在水裡突然站了起來，什麼都沒說推了青青一把就離去。

### 失蹤
青青以為男孩很準時，卻不知男孩只有在下午3點人生才開始。等不到男孩的青青循著畢業紀念冊上電話打到子涵家，意外得知子涵已於十年前過世。如果子涵死了，那每天來到鐘錶店的這個男孩是誰？正當青青摸不著頭緒之際，那名叫子涵的男孩卻像什麼事都沒發生過一樣又來到青青面前，又怕又氣的青青不悅地帶著「子涵」到已亡的子涵父母面前對質，這才意外地發現眼前這個男孩的真實姓名，叫「陳柏宇」。青青也在那天看到子涵為她做的人偶。

### 真相
原來，子涵跟柏宇是最好的朋友，子涵發生意外那天柏宇就在旁邊，那天過後柏宇就出現兩種人格，有時會跑到子涵家，以為自己是子涵。柏宇自此之後就一直住在療養院，只是最近每到下午3點，子涵就會出現去找青青。
青青這才知道，子涵國中時一直喜歡著自己。療養院要拆了，青青到療養院問柏宇何去何從，柏宇表示其父母會接他去美國。
醫生問青青要不要協助找出為何子涵會出現的原因，幫助柏宇恢復正常？離開時，是青青跟柏宇的首度接觸，柏宇抱怨子涵都趁他睡著時過來，又急著離開。青青說，子涵會很羨慕你能去美國。柏宇說：「在這邊一叫陳柏宇會有好多人回頭，去美國誰會鳥你？」看出子涵害怕自己的名字被人給遺忘的心情。

### 遺忘
此時螢幕上出現了柏宇怕自己的名字被遺忘的字幕。那青青呢？青青就像「輕輕」一樣幾乎不會讓人記得她的存在。
回家的途中，青青不斷地唸著自己的名字「徐青青」，到了家門口看著被鎖在家門外，睡在大馬路上的爸爸，青青一直叫著自己的名字「徐青青」，徐爸爸絲毫沒有任何反應，但當她叫媽媽時，她爸爸就突然醒了。她爸爸自從媽媽離開後，就一直認為她會再回來，所以堅持不肯離開，不肯將鐘錶行收起來。

### 離家
當晚，青青收拾了行李，決定要與柏宇一起遠走高飛。青青鼓起勇氣搭上列車，列車上的青青流著淚，她沒有跟爸爸說再見，因為她知道她跟媽媽一樣，不會再回來。青青到療養院，把人偶放在柏宇房間，要離開時，發現柏宇正打算偷溜出去，原來他也想去找子涵，但兩人還是被發現了，被帶走的柏宇叫青青帶子涵來救他。青青最後問醫生有沒有想過一個可能，只要柏宇沒受什麼刺激，每天下午3點，子涵就會出現，「三點以後，他就會開始愛我」。

### 終場
最後一幕，青青在瀑布下找到口琴，柏宇站在瀑布頂，告訴自己要勇敢，喊著青青我愛你，縱身跳下……。結局採開放式，留給觀眾無限的想像空間。
十年前，柏宇對子涵說：「只要你敢從瀑布上面跳下來，我就相信你喜歡青青。」子涵跳下來，死了，開始後來的劇情發展。故事結局就像電影主題曲《多餘》的歌詞：「是你讓我回到了開場，黑暗就在不遠的前方，時間總是順著它的方向，不是你我就可以阻擋。」
電影最後播放楊宗緯演唱的電影主題曲《多餘》。

## 場景介紹
- 莫內瀑布

平溪鄉的小瀑布。國中時期，陳柏宇和蔡子涵的秘密基地。十年後，以陳柏宇外貌出現的蔡子涵，也帶徐青青到這裡吹口琴、談心。
- 平溪線

徐青青家，也就是「老徐鐘錶」旁的鐵道，就是台鐵平溪線。
- 菁桐車站

建於日本昭和四年（1929年），是台鐵平溪線的終點車站，也是平溪線唯一保留至今的日式木造站房。
- 樂生療養院

片中陳柏宇居住的精神療養院，最後因為都市計畫被迫搬遷。建於日本昭和五年（1930年），當時日本台灣總督府在台北州新莊郡新莊街頂坡角，興建「台灣總督府樂生院」，為了強制收容痲瘋病患而設立。

## 得獎榮譽
- 2007年 韓國富川奇幻影展入選
- 2007年 香港亞洲電影節入選，為『亞洲國度』單元參展片之一

## 外部連結
- 電影官方網站 （页面存档备份，存于）
- 搜明星- 沈睡的青春 完整故事大綱[永久]
- Yahoo奇摩電影上《沉睡的青春》的資料（繁體中文）
- MSN娛樂上《沉睡的青春》的資料（繁體中文）

- 開眼電影網上《沉睡的青春》的資料（繁體中文）
- 豆瓣电影上《沉睡的青春》的資料 （简体中文）
- 时光网上《沉睡的青春》的資料（简体中文）
- 爛番茄上《沉睡的青春》的資料（英文）
- 香港影庫上《沉睡的青春》的資料（繁體中文）
- 互联网电影数据库（IMDb）上《沉睡的青春》的资料（英文）